# Peter Bosse
Peter Bosse (15 de enero de 1931 - 21 de septiembre de 2018) fue un actor alemán, exitoso intérprete infantil en los años 1930. Más adelante fue autor, periodista y presentador de radio.

## Biografía
Nacido en Berlín, Alemania, su madre era la actriz de cine mudo Hilde Maroff. Siendo niño ya participó en emisiones radiofónicas infantiles de Ilse Obrig. Debutó en el cine en 1935 con la película de Augusto Genina Vergiß mein nicht, actuando junto a Beniamino Gigli. Otras producciones cinematográficas en las que participó fueron el film de Max Obal Schloß Vogelöd (con Walter Steinbeck y Carola Höhn), o el de Douglas Sirk Schlußakkord, con Willy Birgel y Maria von Tasnady, asentándose así su reputación como estrella infantil del cine alemán. Una de sus películas destacadas fue la dirigida por Martin Frič Das Gäßchen zum Paradies, con Hans Moser. Sin embargo, con el inicio de la Segunda Guerra Mundial, su carrera llegó a un punto muerto. Bosse fue perseguido por motivos raciales (su madre era de ascendencia judía), y se le permitió actuar hasta 1939 gracias a un permiso especial, siendo posteriormente privado del mismo.
Finalizada la guerra y completada su formación como actor, Bosse intensificó su carrera teatral, actuando en el Theater am Schiffbauerdamm de Berlín. Luego se pasó a la radio, presentando para Berliner Rundfunk diferentes programas, y actuando igualmente en obras de radioteatro. Actuó en cortometrajes como Der Prozeß wird vertagt (1958) y Der Traum des Hauptmann Loy (1961), y trabajó en la Deutscher Fernsehfunk presentando programas infantiles (Wie wär’s ...?) y más adelante un show propio.
En los años 1990 fundó en Berlín la emisora radiofónica „50 plus“, la actual 105’5 Spreeradio, y además de ser presentador, asumió igualmente funciones de director de programación durante varios años.
Con motivo de su 80 cumpleaños, y en consideración a sus actividades culturales, Bosse fue nombrado miembro honorario del Europäischen Kulturwerkstatt (EKW) en Berlín. Peter Bosse falleció en el año 2018.

## Filmografía (selección)
- 1935 : Vergiß mein nicht
- 1935 : Alles weg’n dem Hund
- 1936 : Schloß Vogelöd
- 1936 : Schlußakkord
- 1936 : Das Gäßchen zum Paradies
- 1937 : Frauenliebe – Frauenleid
- 1937 : Mutterlied
- 1938 : Die Frau am Scheidewege
- 1939 : Robert und Bertram
- 1958 : Der Prozeß wird vertagt
- 1961 : Der Traum des Hauptmann Loy
- 1966 : Baltik (narrador)

## Radio
- 1951 : Werner Stewe: Deine Freunde sind mit Dir, dirección de Gottfried Herrmann (Berliner Rundfunk)
- 1957 : Gerhard Stübe/Hans Busse: Der Schellenmann, dirección de Joachim Witte (Rundfunk der DDR)
- 1964 : Oswaldo Ramos: Dorina und meine Okarina, dirección de Maritta Hübner (Rundfunk der DDR)